# White Bird
White Bird és una ciutat dels Estats Units a l'estat d'Idaho. Segons el cens del 2000 tenia 106 habitants.

## Demografia
Segons el cens del 2000, White Bird tenia 106 habitants, 59 habitatges, i 31 famílies. La densitat de població era de 584,7 habitants/km².
Dels 59 habitatges en un 6,8% hi vivien nens de menys de 18 anys, en un 47,5% hi vivien parelles casades, en un 3,4% dones solteres, i en un 45,8% no eren unitats familiars. En el 39% dels habitatges hi vivien persones soles l'11,9% de les quals corresponia a persones de 65 anys o més que vivien soles. El nombre mitjà de persones vivint en cada habitatge era d'1,8 i el nombre mitjà de persones que vivien en cada família era de 2,31.
Per edats la població es repartia de la següent manera: un 12,3% tenia menys de 18 anys, un 3,8% entre 18 i 24, un 11,3% entre 25 i 44, un 46,2% de 45 a 60 i un 26,4% 65 anys o més.
L'edat mediana era de 53 anys. Per cada 100 dones de 18 o més anys hi havia 116,3 homes.
La renda mediana per habitatge era de 18.558 $ i la renda mediana per família de 21.042 $. Els homes tenien una renda mediana de 21.667 $ mentre que les dones 25.000 $. La renda per capita de la població era de 10.819 $. Aproximadament el 10,8% de les famílies i el 21,2% de la població estaven per davall del llindar de pobresa.

## Poblacions més properes
El següent diagrama mostra les poblacions més properes.